# Sóc bay khổng lồ đỏ
Sóc bay khổng lồ đỏ, tên khoa học Petaurista petaurista, là một loài động vật có vú trong họ Sóc, bộ Gặm nhấm. Loài này được Pallas mô tả năm 1766. Chúng được tìm thấy ở Afghanistan, Bắc Ấn Độ và Pakistan, Quần đảo Java, Đài Loan, Sri Lanka, một phần Borneo. Một số ghi nhận xuất hiện ờ Peninsular Malaysia, Penang, Quần đảo Tioman và Singapore. Loài này cũng được ghi nhận từ nhiều địa phương trong cả Sabah và Sarawak, đến 900m trên núi Kinabalu, không bao gồm các phạm vi của P. p. nigrescens, mà chỉ được biết đến từ những khu rừng xung quanh Sandakan Bay bắc sông Kinabatangan.

## Hình ảnh

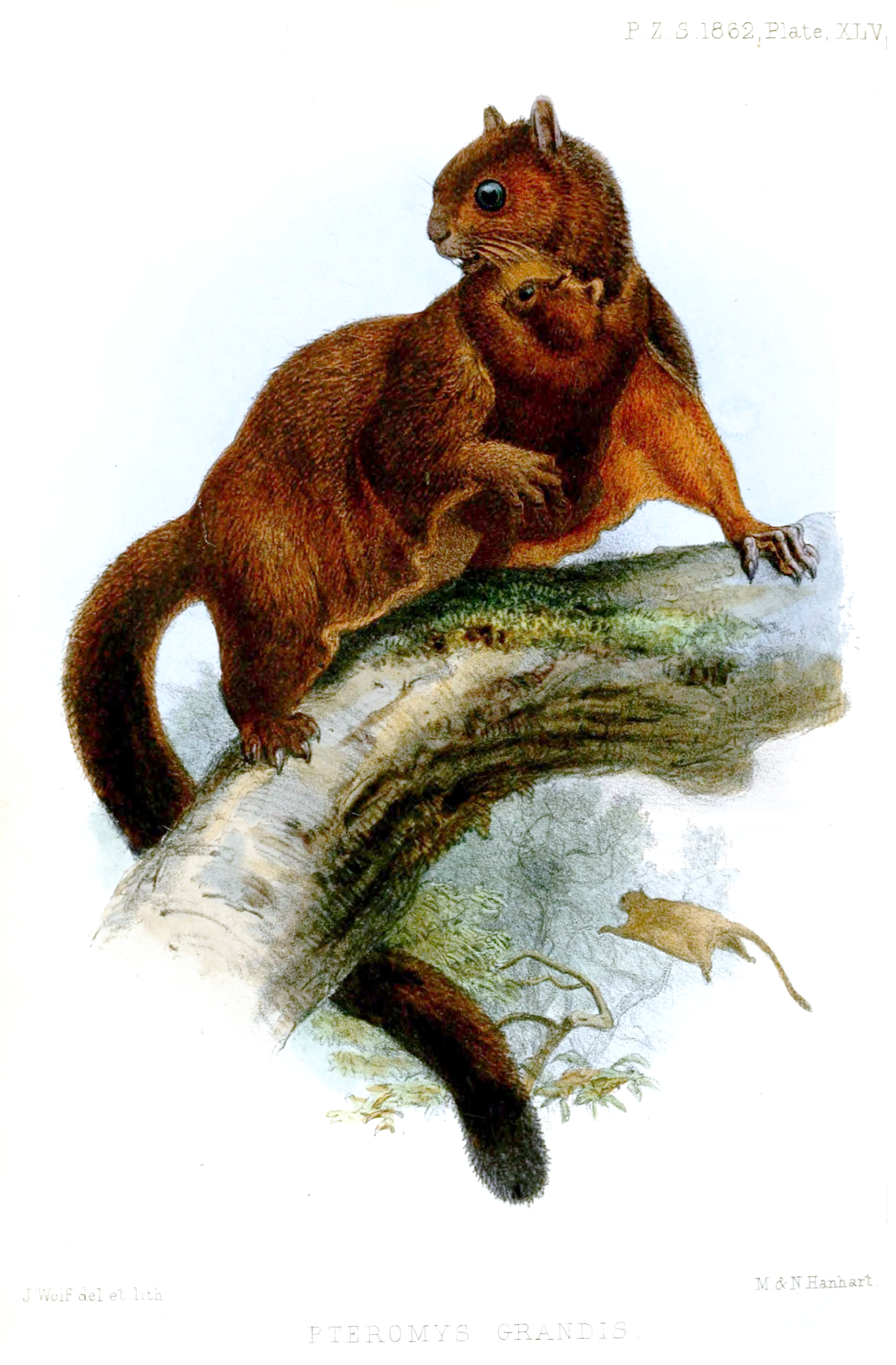
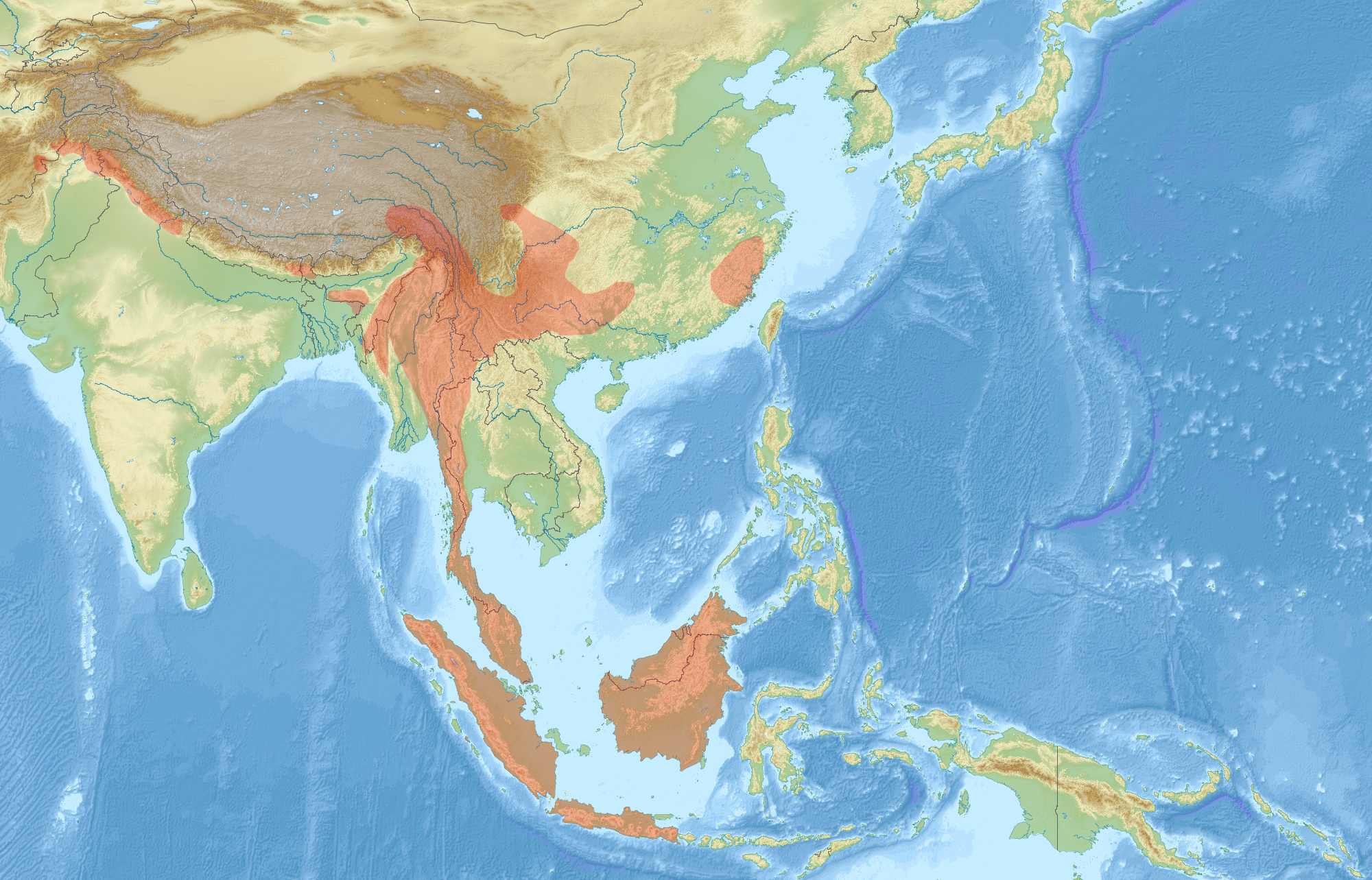
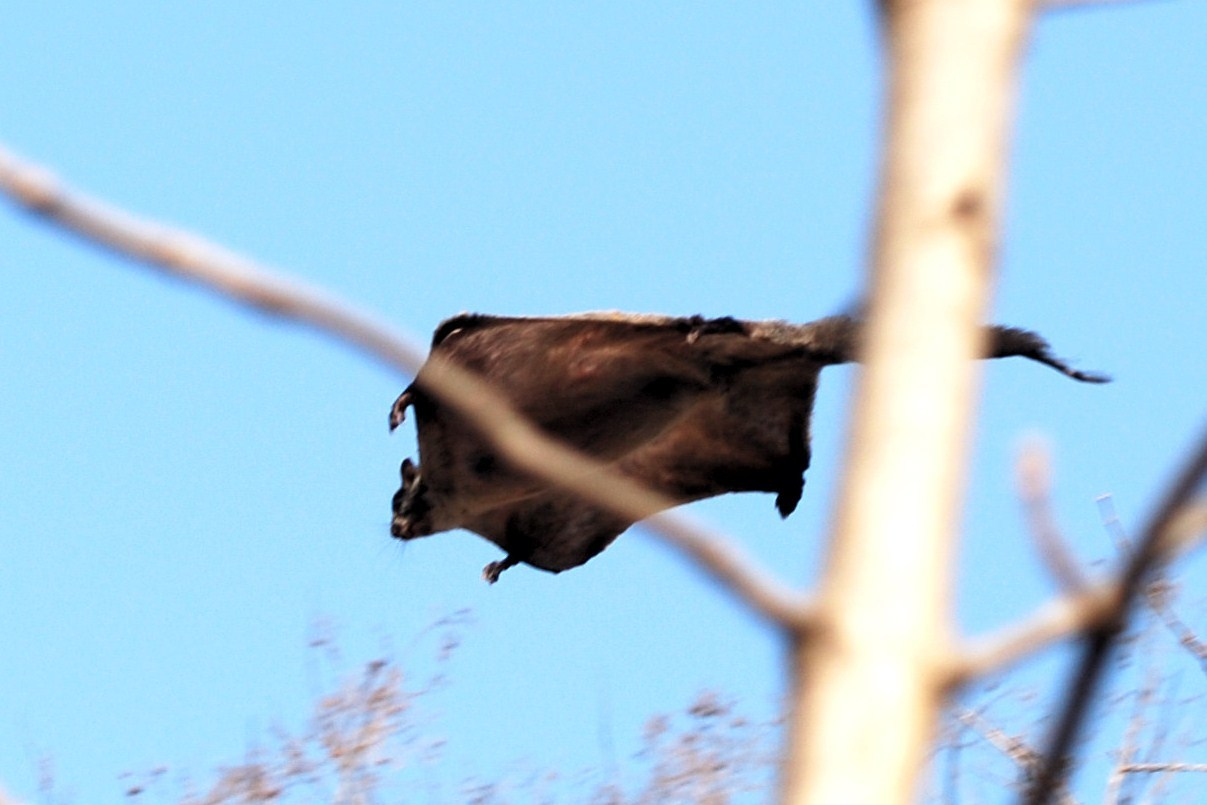
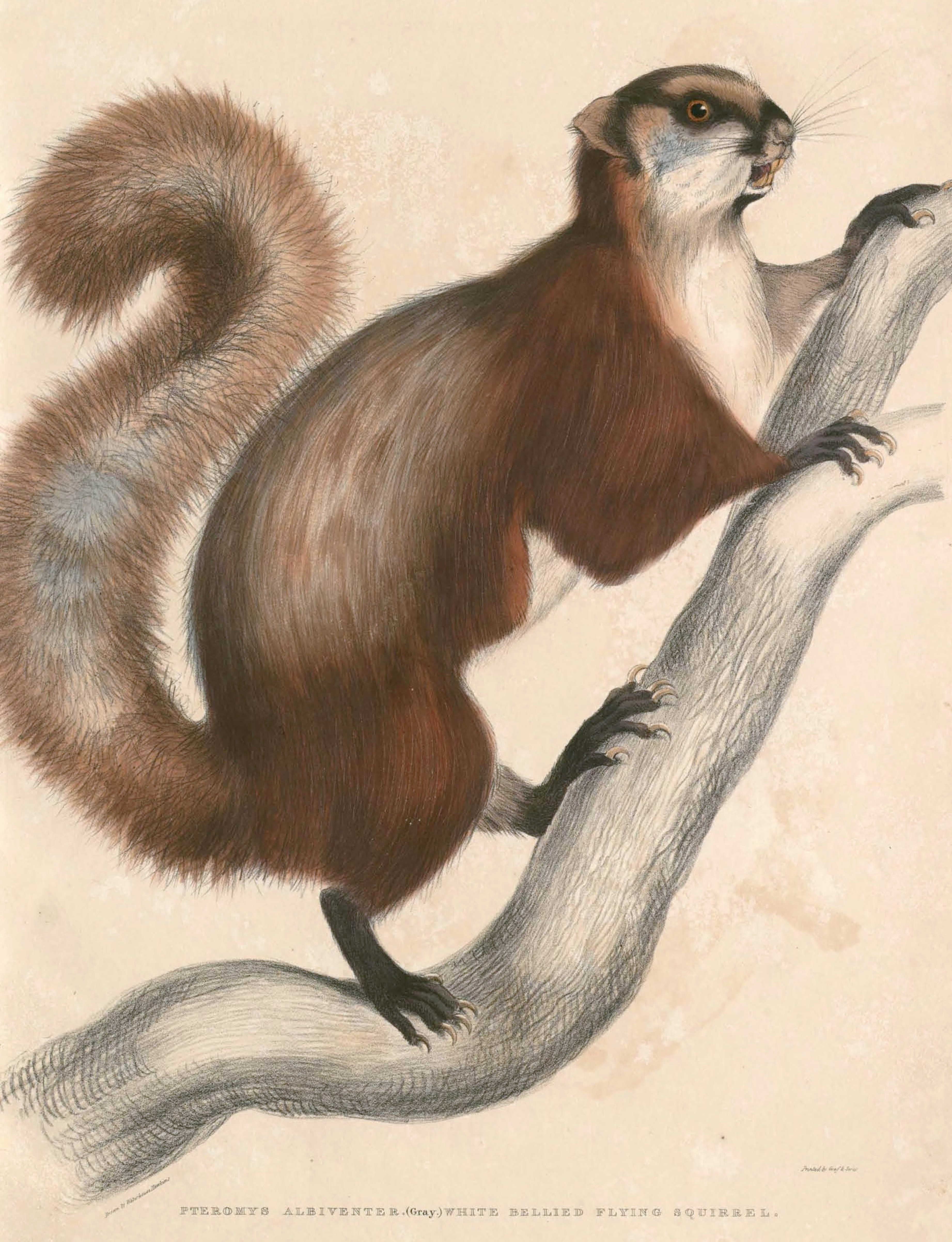